# Paul Fromm (Holocaustleugner)

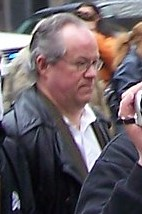
Paul Fromm (2009)

Frederick Paul Fromm (* 3. Januar 1949), bekannt als Paul Fromm, ist ein kanadischer Nationalist aus Port Credit, Ontario. 
Fromm gestaltet eine Radiosendung auf der nationalistischen Seite „Stormfront“ und hat Verbindungen zu den Ku-Klux-Klan-Mitgliedern David Duke, Don Black und Mark Martin. Die Zeitung The National Post beschrieb ihn als „one of Canada’s most notorious white supremacists“. In einer seiner Radiosendungen setzte er sich vehement für den als Kriegsverbrecher verdächtigten Russlanddeutschen Helmut Oberlander ein, der seit 1960 kanadischer Staatsbürger war.